# 游汝杰
游汝杰（1941年8月25日—），浙江温州人，汉语方言学家，复旦大学教授。游家世代居住在温州五马街，游汝杰自初中毕业后就被寄养在姑丈夏承焘，受到古典文学的家学薰陶。
1956年温州二中初中部毕业，1959年温州四中高中部毕业，并考入浙江师范学院中文系。在杭州经历文革，结识郑张尚芳，受其启发转向汉语方言学研究；1977年参加文革后首届高考考取复旦大学研究生，次年迁居上海，1981年毕业后留校任教。